# 科学博物馆 (波士顿)
科学博物馆（英語：Museum of Science），位于波士顿。美国较早的科学技术博物馆，

## 历史
创立于1830年。陈列品包括岩石、矿石、植物、动物标本、火箭和人造卫星模型以及医学、电学和其他学科的题材。查尔斯·海登天文馆（Charles Hayden Planetarium）就设在博物馆的场地上。还有一个藏书丰富的科学图书馆。出版物有一种每月短讯。